# Streitweiler
Koordinaten: 48° 57′ 50″ N, 9° 32′ 23″ O
Streitweiler, historisch auch Streitweiller oder Streitweyler, ist eine Wüstung, zu der nur bruchstückhaftes Wissen überliefert ist. Sie befindet sich auf der Markung der Stadt Murrhardt im baden-württembergischen Rems-Murr-Kreis.

## Lage

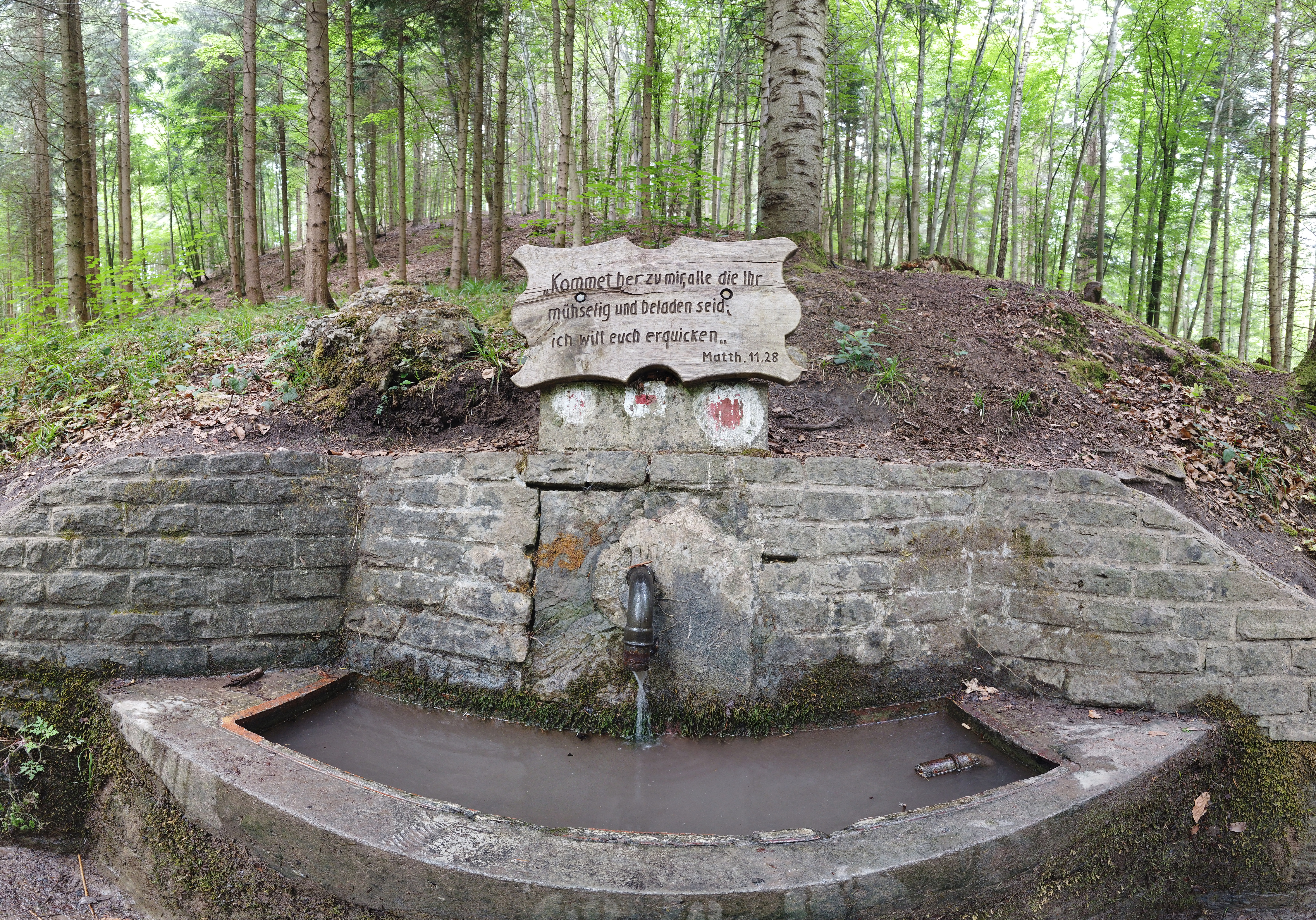
Brunnen Wasserfallstraße Hörschbachschlucht

Die ehemalige Siedlung lag zwischen Waltersberg und dem zu Oberbrüden gehörenden Trailhof. Heute erinnern noch die Waldgewanne Vorderer und Hinterer Streitweiler sowie die Streitweileräcker an die Siedlung. Der Flurname Streitweiler findet sich in einem Areal, welches östlich von Trailhof, westlich des Hörschbachs und südlich von dessen Zufluss Saubächle liegt. An der südöstlichen Flurgrenze steht ein Brunnen an der Wasserfallstraße zur Hörschbachschlucht.

## Geschichte
In den 1930er und 40er Jahren entdeckte der Archäologe Emil Kost zahlreiche steinzeitliche Werkzeuge aus Feuerstein auf der Flur Streitweiler.
Streitweiler war ein sehr alter Ort. Erstmals erwähnt wurde der Weiler in einer Urkunde aus dem Jahre 1364 als Stritwiler. Mit dieser Urkunde veräußerten Heinrich Kume aus Furnspach (das heutige Fornsbach), seine Ehefrau Katharina Kume und sein Bruder Wolflin den Streitweiler an Heinrich Gebe aus Murrhardt.
Die Bedeutung des Ortsnamens ist unklar. Vielleicht weist der Namensbestandteil Streit darauf hin, dass der Ort auf umstrittenem Gebiet erbaut wurde.
Am 4. Juli 1371 kaufte Graf Albrecht von Löwenstein den Ort Vorderwestermurr und ein wiler geheissen Stryttwyler von Heinz und Wolflin Kun. Während Vorderwestermurr 1483 von Graf Heinrich von Löwenstein an das Kloster Murrhardt veräußert wurde, war Streitweiler in diesem Jahr schon im Besitz des Klosters Murrhardt; es muss also schon zuvor von den Löwensteinern an das Kloster veräußert worden sein. Der kleine Ort bestand offenbar aus zwei Teilen, da im Jahre 1483 und 1574 sowohl ein Vorderer als auch ein Hinterer Streitweyler erwähnt wurde. Beide Streitweiler waren zu dieser Zeit bereits wüst gefallen, die Fluren waren bereits bewaldet. Der Wald wurde von der Stadt Murrhardt zu Lehen ausgegeben. 1483 wurde Hans Ackermann (Hanß Ackherman) aus Brüden der Vordere Streitweiler zu Lehen gegeben, während Leonhard Ackermann (Lienhardt Ackherman) den Hinteren Streitweiler erhielt.
In späterer Zeit wurde Streitweiler wieder besiedelt. Wann der Ort wiederaufgebaut wurde, ist nicht ganz klar. Wahrscheinlich ist ein Wiederaufbau zu Beginn des 18. Jahrhunderts. Streitweiler erscheint erstmals wieder in einem Eintrag in einem Taufbuch von 1712. Darin ist von einem neuerbauten Hof Streitweiler die Rede. Als Berufstätigkeit der Einwohner wird Waldschütz angegeben. In einem Steuerbuch wird die Siedlung ein geringes Häuslein und Scheuerle genannt.
1810 wurde noch ein Vorderer und ein Hinterer Streitweiler mit insgesamt 16 Einwohnern erwähnt. 1822 werden zwei Häuser erwähnt. Die Einwohnerzahl ging jedoch ständig zurück. Nach einer Flurkarte von 1830 bestand Streitweiler in dieser Zeit nur noch aus einem Hof. Dieser Hof befand sich auf einer halben Rodungsinsel und war von Äckern und Wiesen umgeben. Mitte des 19. Jahrhunderts wurde Streitweiler dann endgültig aufgegeben. Einer der letzten Einwohner war Johann Adam Pfitzer, der 1854 nach Nordamerika auswanderte. In der Beschreibung des Oberamts Backnang von 1871 und auch noch 1877 wird Streitweiler als Wohnplatz mit einem Haus aufgeführt, allerdings ohne Einwohner.

### Einwohnerentwicklung
- 1800: 17 Einwohner[4]
- 1810: 16 (Vorderer Streitweiler 9, Hinterer Streitweiler 7 Einwohner)[10]
- 1822: 11 (zwei Häuser)[11]
- 1828: 10[14]
- 1835: 12[15]
- 1847: 8[16]
- 1854: 4[17]
- 1861: 1[18]
- 1866: 0[19]
- 1871: 0[13]
- 1877: 0[20]
- 1881: 0[21]

## Aus dem Sagenschatz: Die armen Leute von Streitweiler
Im benachbarten Trailhof wussten ältere Einwohner noch folgende Geschichten zu erzählen: Da die Trailhöfer Ackerbauern und die von Streitweiler Viehhirten gewesen seien, hätte es immer wieder Konflikte gegeben. Da es denen von Streitweiler an Weideflächen gemangelt habe, hätten diese ihre Schafe in der Nacht auf die Grundstücke der Trailhöfer getrieben. Die Rache der Trailhöfer für den Weidefrevel ließ nicht lange auf sich warten; ein Hirte von Streitweiler wurde totgeprügelt. Weiterhin seien die von Streitweiler nachts auf die Äcker der Trailhöfer geschlichen, um frisch gepflanzte Kartoffeln auszugraben und zu verspeisen. Hoch verschuldet und dem entbehrungsreichen Leben überdrüssig, seien die Einwohner von Streitweiler eines Tages nach Amerika ausgewandert.